# Shakti Peetha
Shakti Peetha (sanskrit: शक्ति पीठ, Śakti Pīṭha, sæde af Shakti ) er indviet steder til gudinden Shakti eller Sati, den kvindelige aspekt i hinduismen og den vigtigste guddom i Shakta sekten. De er spredt over hele det indiske subkontinent.